# Єрик (річка)
Єрик — річка в Україні, ліва притока річки Борова. Басейн Сіверського Дінця. Довжина 38 км. Площа водозбірного басейну 332 км². Похил 2,4 м/км. Долина трапецієподібна, завширшки до 2 км. Річище звивисте, розчищується, шириною 4 м. Стік частково зарегульований. Використовується на зрошення.
Річка має декілька назв: Єрек, Єрік, Єрик, Єрочок. В україномовній літературі найчастіше зустрічається назва Єрик.
Бере початок у с. Степний Яр. Тече територією Новоайдарського району Луганської області. Впадає в річку Борова на північ від селища Щедрищеве на відстані 12 км від гирла.
Протікає через такі населені пункти: с. Окнине, Новоохтирка, Смолянинове, Олександрівка, Пурдівка та інші.
Притоки: Попасна (права).